# Józef Wróbel
Józef Wróbel (Bestwina, 18 ottobre 1952) è un vescovo cattolico polacco, dal 28 giugno 2008 vescovo ausiliare di Lublino e titolare di Suas.

## Biografia
Monsignor Józef Wróbel è nato a Bestwina il 18 ottobre 1952.

### Formazione e ministero sacerdotale
Ha studiato alla scuola superiore "Niccolò Copernico" di Żywiec dal 1967 al 1971 e Collegio tecnologico dell'Università tecnica di Łódz - sede di Bielsko-Biała - dal 1971 al 1973.
Nel dicembre del 1973 è entrato nell'ordine dei Sacerdoti del Sacro Cuore di Gesù. Ha compiuto l'anno di noviziato a Pliszczyn e poi si è iscritto al seminario di Stadniki. Ha emesso i primi voti religiosi il 28 dicembre 1974 e i voti perpetui il 16 settembre 1978.
Il 12 giugno 1980 è stato ordinato presbitero dal cardinale Franciszek Macharski, arcivescovo metropolita di Cracovia. Dal 1980 al 1982 ha studiato teologia morale presso l'Accademia Alfonsiana di Roma dove si è laureato con una tesi intitolata "I fondamentali impegni politici della persona negli scritti Jacques Maritain". Nello stesso ateneo ha continuato a studiare dal 1982 al 1985. Durante questi anni, nell'anno accademico 1983/1984, ha studiato presso la facoltà di teologia dell'Università di Friburgo. Nel 1985 ha conseguito il dottorato in teologia morale con una tesi intitolata "I fondamentali doveri e i diritti della persona nelle opere di Jacques Maritain". Nel 1999 dopo aver discusso la tesi "La persona e la medicina. Base teologico-morale dell'intervento medico" ha ricevuto presso la Facoltà di Teologia dell'Università Cattolica di Lublino il grado di medico abilitato della scienza teologica.
Dopo il ritorno in patria è stato vicario parrocchiale a Węglówka dal settembre del 1985 al febbraio del 1986 e segretario della provincia dehoniana polacca dal 1986 al 1987. Nel 1985 è diventato docente di etica e teologia morale presso il seminario maggiore dehoniano di Stadniki. Dal 1990 al 1993 è stato rettore di questo seminario. Nel 1987 ha conseguito un secondo dottorato presso l'Università Cattolica di Lublino. Lo stesso anni è diventato ricercatore e insegnante presso lo stesso ateneo. È stato prima assistente presso il dipartimento di storia della teologia morale, e nel 1999 è diventato capo del neonato dipartimento di teologia della Vita presso l'Istituto di teologia morale. Dal 1999 al 2002 è stato vicepresidente del comitato etico dell'Accademia medica di Lublino.

### Ministero episcopale
Il 30 novembre 2000 papa Giovanni Paolo II lo ha nominato vescovo di Helsinki. Ha ricevuto l'ordinazione episcopale il 27 gennaio successivo nella chiesa luterana di San Giovanni a Helsinki dal cardinale Edward Idris Cassidy, presidente del Pontificio consiglio per la promozione dell'unità dei cristiani, co-consacranti l'arcivescovo Piero Biggio, nunzio apostolico in Danimarca, Islanda, Finlandia, Norvegia e Svezia e il vescovo di Oslo Gerhard Schwenzer. Come motto ha scelto l'espressione "Omnia mea tua sunt" (Tutto ciò che è mio, è tuo).
Il 28 giugno 2008 papa Benedetto XVI lo ha nominato vescovo ausiliare di Lublino e titolare di Suas. Nel 2012 è stato nominato canonico generale del capitolo arcivescovile di Lublino.
Nel febbraio del 2014 ha compiuto la visita ad limina.
In seno alla Conferenza episcopale polacca è presidente del team di esperti in bioetica dal 2018.
Nel 2009 è stato co-consacrante principale nella cerimonia di ordinazione di monsignor Teemu Sippo, suo successore nella cattedra di Helsinki.

## Genealogia episcopale
La genealogia episcopale è:
- Cardinale Scipione Rebiba
- Cardinale Giulio Antonio Santori
- Cardinale Girolamo Bernerio, O.P.
- Arcivescovo Galeazzo Sanvitale
- Cardinale Ludovico Ludovisi
- Cardinale Luigi Caetani
- Cardinale Ulderico Carpegna
- Cardinale Paluzzo Paluzzi Altieri degli Albertoni
- Papa Benedetto XIII
- Papa Benedetto XIV
- Papa Clemente XIII
- Cardinale Giovanni Francesco Albani
- Cardinale Carlo Rezzonico
- Cardinale Antonio Dugnani
- Arcivescovo Jean-Charles de Coucy
- Cardinale Gustave-Maximilien-Juste de Croÿ-Solre
- Vescovo Charles-Auguste-Marie-Joseph Forbin-Janson
- Cardinale François-Auguste-Ferdinand Donnet
- Vescovo Charles-Emile Freppel
- Cardinale Louis-Henri-Joseph Luçon
- Cardinale Charles-Henri-Joseph Binet
- Cardinale Maurice Feltin
- Cardinale Jean-Marie Villot
- Cardinale Edward Idris Cassidy
- Vescovo Józef Wróbel, S.C.I.